# Josef Luitpold Stern
Josef Luitpold Stern (* 16. April 1886 in Wien, Österreich-Ungarn; † 13. September 1966 ebenda), Pseudonym Josef Luitpold, war ein österreichischer Dichter und Bildungsfunktionär der Arbeiterbewegung.

## Leben

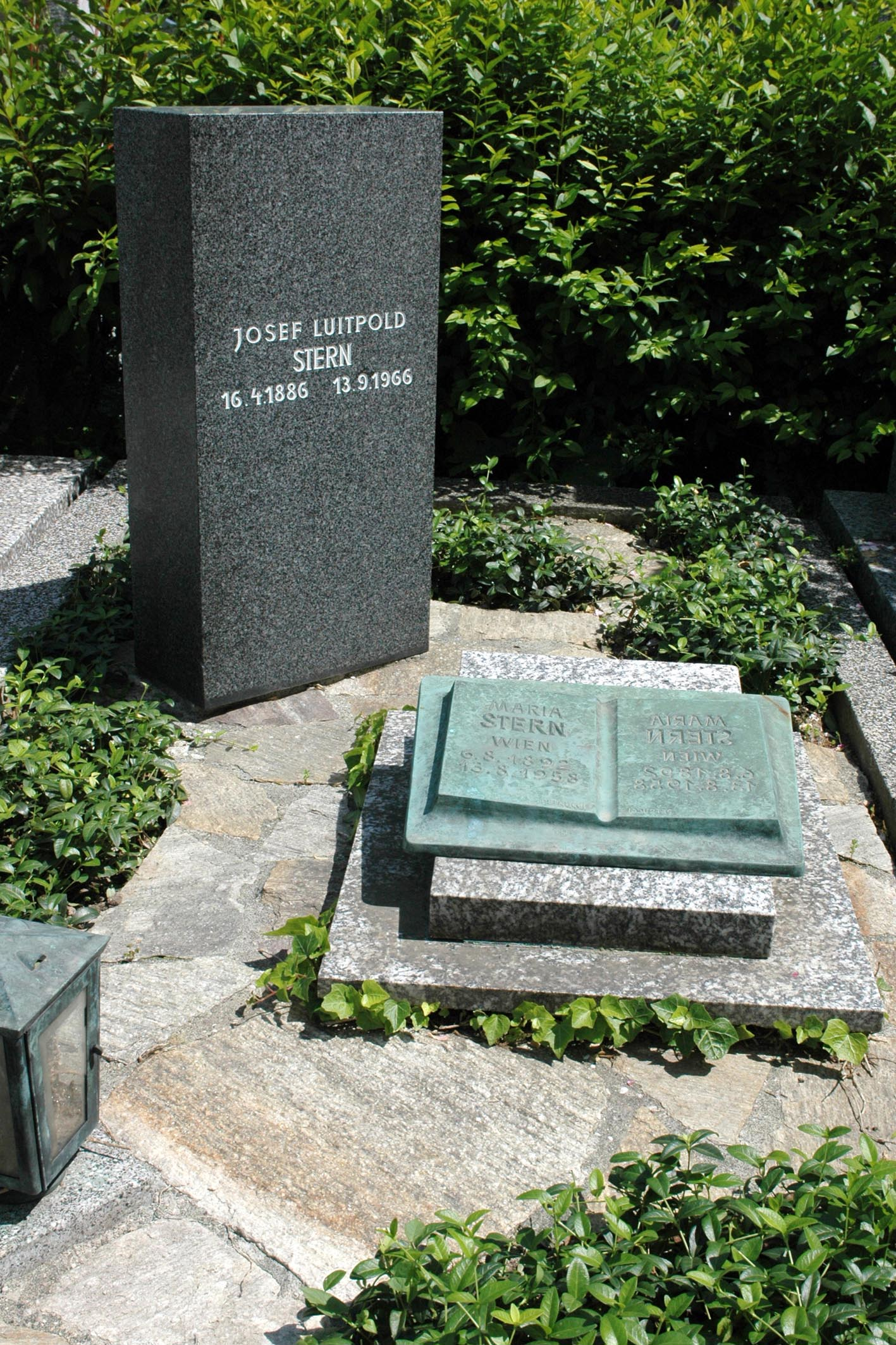
Grabstätte am Grinzinger Friedhof, gestaltet von Mario Petrucci

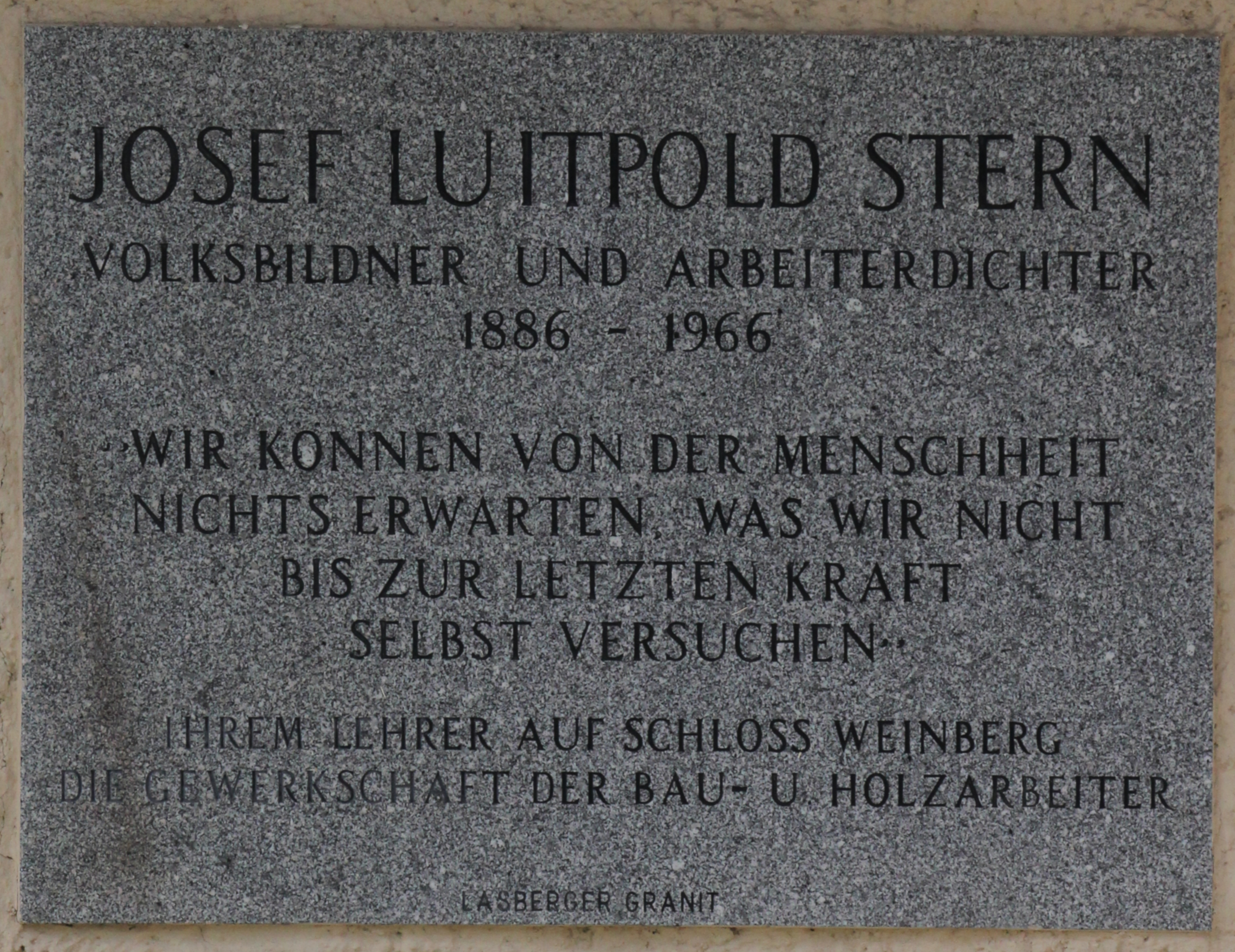
Gedenktafel im Schloss Weinberg in Kefermarkt

Stern stammte aus assimiliert jüdischer Familie und wuchs im sozialdemokratischen Milieu Wiens heran. Sein Vater Moriz Stern († 1901; Alter: 56) war Administrator der Arbeiter-Zeitung, und Josef gehörte bereits als Schüler zu den aktiven Mitgliedern einschlägiger Organisationen. Stern besuchte das Piaristengymnasium und studierte danach Rechtswissenschaften in Wien und Heidelberg. Nach Abschluss seines Studiums arbeitete Stern ab 1909 als Redakteur der Zeitschrift Der Kunstwart in Dresden, später machte ihn Robert Danneberg zum Leiter der Abteilung Büchereien in der sozialdemokratischen Bildungszentrale in Wien. Stern arbeitete auch in der Arbeiter-Zeitung mit, war Redakteur des „Strom“ und Leiter der „Volksbühne“. Als Soldat im Ersten Weltkrieg schrieb Stern Antikriegsgedichte.
Nach 1918 wurde Leiter der sozialdemokratischen Bildungszentrale, war Mitbegründer der Büchergilde Gutenberg und fungierte als „Hausdichter“ der Sozialdemokratie. So verfasste er zahlreiche Gedichte, die bei festlichen Veranstaltungen vorgetragen wurden. Er gehörte Anfang 1933 zu den Gründern der Vereinigung sozialistischer Schriftsteller. Nach dem Scheitern des Februaraufstandes floh Stern im April 1934 in die Tschechoslowakei, dann weiter über Frankreich (wo er interniert wurde) und Spanien in die USA. Dort wirkte er als Lehrer und Fürsorger in einem Slum in Philadelphia.
Nach dem Zweiten Weltkrieg war Stern im Bildungswesen der österreichischen Gewerkschaften tätig. Josef Luitpold Stern wurde in einem ehrenhalber gewidmeten Grab am Grinzinger Friedhof bestattet. Der ÖGB stiftete zu seinem Gedenken den Josef-Luitpold-Stern-Preis, der seit 1968 an Personen oder Institutionen vergeben wird, die sich besondere Verdienste um die Volksbildung, die Arbeiterbildung oder um die Arbeiterdichtung erworben haben.

## Auszeichnungen
- 1948: Preis der Stadt Wien für Volksbildung
- 1956: Ehrenring der Stadt Wien
- Die Wohnhausanlage in der Billrothstraße 1 in Döbling heißt ihm zu Ehren Luitpold-Stern-Hof
- Seit 1989: Luitpold-Stern-Gasse, Donaustadt

## Schriften (Auswahl)
- Wiener Volksbildungswesen. Diederichs, Jena 1910
- Soziale Balladen. Wiener Volksbuchhandlung Brand, Wien 1911. – Volltext online.
- — (Hrsg.), Alfons Petzold, George Karau (Ill.): Johanna – ein Buch der Verklärung. Anzengruber-Verlag Suschitzky, Wien 1915. – Volltext online.
- Herz im Eisen. Aus dem Tagebuch eines Landsturmmannes. Dietz, Stuttgart 1917.
- Vorwort in: Ebbo Kroupa: Soziale Kunst. Das Programm des Vereines für volkstümliche Musikpflege in Wien. Vortrag gehalten in der gründenden Hauptversammlung vom 18. Mai 1919. Verlag des Vereins für volkstümliche Musikpflege, Wien 1919.
- — (Hrsg. im Auftrag der Zentralgewerkschaftskommission): Der Betriebsrat. Lehrbehelfe zur Wirtschaftsschulung. Reichenberger Gewerkschaftsschule November 1920. S.l. 1920, OBV.
- Klassenkampf und Massenschulung. (Reden gehalten am Parteitag in Aussig im Dezember 1923). 3. geänderte und erw. Auflage. Zentralstelle für das Bildungswesen der Deutschen sozialdemokratischen Arbeitspartei, Prag 1924, OBV.
- —, Otto Rudolf Schatz (Ill.): Der entwurzelte Baum. Büchergilde Gutenberg, Berlin 1926.
- —, Otto Rudolf Schatz (Ill.): Die neue Stadt. Dieser Psalm wurde von Josef Luitpold geschrieben, von O. R. Schatz in den Jahren 1926–1927 in Holz geschnitten, von der Buchdruck-Werkstätte in Berlin vom Stock gedruckt. Büchergilde Gutenberg, Berlin 1927.
- Die Rückkehr des Prometheus. (Dichtung). Buchmeisterverlag, Berlin 1927.
- Herakles unter den Arbeitern. Rede zur Eröffnung der Kampfwoche gegen den Alkohol, gehalten am 30. Oktober 1932 im Wiener Volksbildungshaus Margareten. Verlag der Buchhandlung des Arbeiter-Abstinenten-Bundes, Wien 1932, OBV.
- Herz im Eisen. Die große Warnung. Eigenverlag, Brünn 1937.
- Sons Like These. The Joseph Luitpold Booklets, New York 1946 (zweisprachig).
- Das Josef-Luitpold-Buch. Lyrik und Prosa aus vier Jahrzehnten. Aus den gesammelten Werken ausgewählt und gestaltet von Alfred Zohner. Holzschnitte von Otto Rudolf Schatz. Verlag der Wiener Volksbuchhandlung, Wien 1948, OBV.
- Das Sternbild. Gedicht eines Lebens. Gesammelte Werke in 5 Bänden. Europa-Verlag, Wien 1963–1965, OBV.

1. Glitzert, Plejaden. Von der Ewigkeit im Alltag, 1963.
2. Die große Warnung. Von der Jagd auf die Menschlichkeit, 1964.
3. Genius des standhaften Herzens. Die Weltgeschichte ist Ballade, 1964.
4. Beschwörungen. Zur Vermenschlichung des Menschen, 1965.
5. Hall und Widerhall. Vom eifrigen Leben, 1965.